# زالياكالنيس
زالياكالنيس (حرفيا: «التل الأخضر») هو حي وسينيونيا (الليتوانية: Žaliakalnio seniūnija) في كاوناس، ثاني أكبر مدينة في ليتوانيا. تقع زالياكالنيس شمال البلدة القديمة ومركز المدينة، بين واديي نيريس وجيرستوبيس. وهي من أكبر المناطق السكنية في كاوناس، حيث بلغ عدد سكانها 38,480 نسمة عام 2006.